# Groenkruinbriljantkolibrie
De groenkruinbriljantkolibrie (Heliodoxa jacula) is een vogel uit de familie Trochilidae (kolibries).

## Verspreiding en leefgebied
Deze soort komt voor van Costa Rica tot Ecuador en telt drie ondersoorten:
- H. j. henryi: van Costa Rica tot westelijk Panama.
- H. j. jacula: oostelijk Panama, noordelijk en centraal Colombia.
- H. j. jamersoni: zuidwestelijk Colombia en westelijk Ecuador.